# Университет Цинциннати

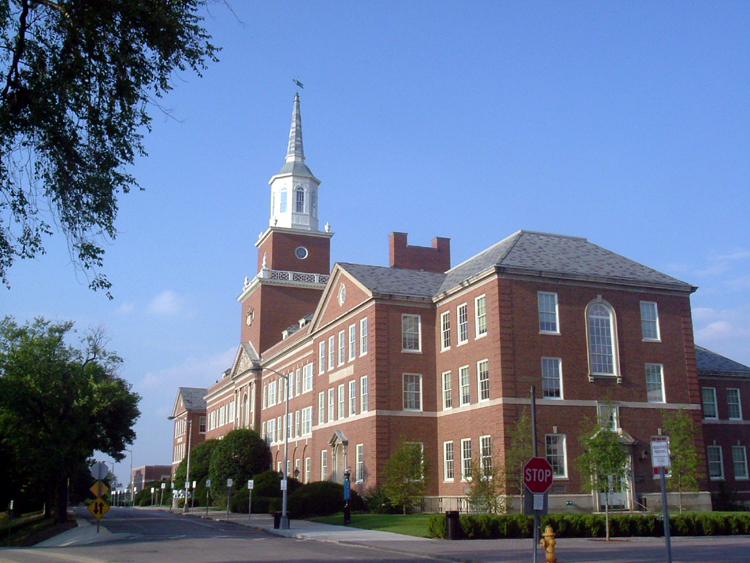
McMicken Hall

Университет Цинциннати, Цинциннатский университет (англ. University of Cincinnati, UC) — публичный (государственный) научно-исследовательский университет, расположенный в городе Цинциннати в штате Огайо, США. Является частью университетской системы штата Огайо и старейшим высшим учебным заведением Цинциннати.

## История
Основан в 1819 году, как Колледж Цинциннати (Cincinnati College) и Медицинский колледж Огайо (Medical College of Ohio).
Местный меценат доктор Даниэль Дрейк основал и профинансировал Медицинский колледж Огайо. Уильям Литтл пожертвовал землю и финансировал работу колледжа и юридической школы в Цинциннати, позже работал как его первый президент. Колледж функционировал шесть лет, после чего из-за финансовых трудностей был закрыт. В 1835 году Даниэль Дрейк восстановил институт, который позже объединили с Юридическим колледжем Цинциннати.
В 1858 году бизнесмен Чарльз Макмиккен, умерший от воспаления лёгких, завещал $ 1 млн городу Цинциннати на основание университета. Развитие Университета Цинциннати было поддержано законодательным органом штата Огайо в 1870 году. Совет университета утвердил тогда название учреждения — Университет Цинциннати.
До 1893 года университет расширил границы основного места нахождения на Клифтон-авеню и переместился на своё нынешнее место. В 1896 году Медицинский колледж Огайо объединили с медицинским колледжем Майами, чтобы сформировать в 1909 году Огайо-Майамский медицинский факультет Университета Цинциннати. В 1905 году при университете был создал педагогический институт. В 1906 году — аспирантуру при колледже искусств и наук.
В 1962 году музыкальный колледж (Консерватория Цинциннати) вошёл в состав университета.
Университет Цинциннати был вторым старейшим и вторым по величине муниципальным университетом в Соединенных Штатах. Согласно акту легислатуры штата Огайо, Университет Цинциннати стал учреждением штата в 1977 году.

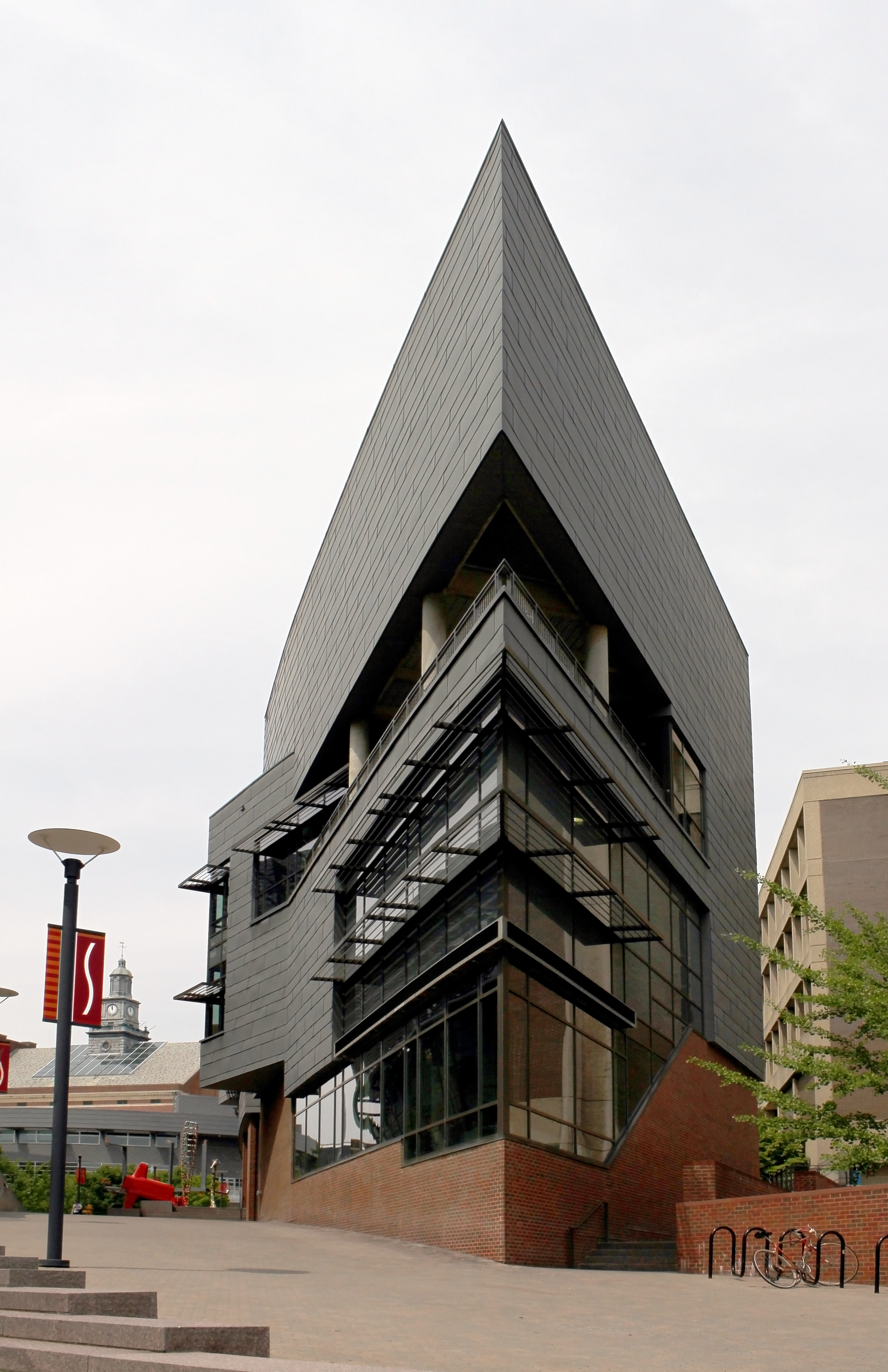
Центр студенческой жизни Joseph A. Steger

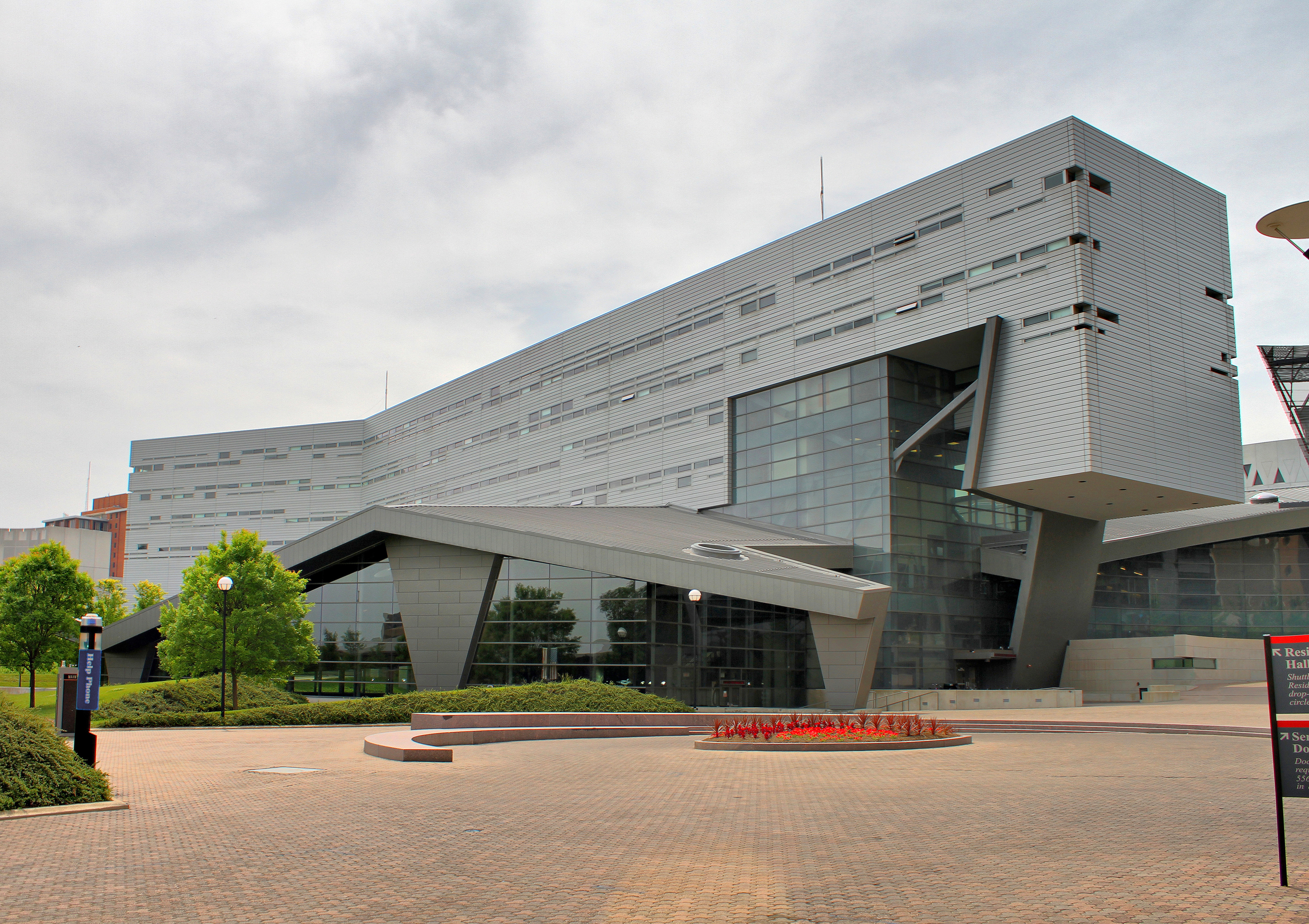
Жилой комплекс Campus Recreation Centre, 2006 г.

В 1989 году руководство вуза, осуществляя меры по его совершенствованию, инвестировало около $ 2 млрд в строительство кампуса, рекреационного центра, реконструкцию и расширение университетских зданий и сооружений, строительство нескольких домов университетского городка и тому подобное.
В университете обучается около 46 тыс. студентов, что делает его вторым по величине университетом в Огайо и одним из 50 крупнейших университетов Соединенных Штатов Америки.
Согласно опросу журнала «Times Higher Education» (Великобритания) в 2010 году, университет занял престижное место в топ-100 университетов Северной Америки, став одним из 200 лучших в мире. С 2011 года издание США «US News & World Report» поместило университет Цинциннати в рейтинг «лучших колледжей», где университет был оценен как «Tier One» университет, занимая место среди лучших государственных высших учебных заведений в рейтинге 2015 года, а также 140-м Национальным университетом и 71-м Высшим государственным университетом в рейтинге 2016 года.
Университет Цинциннати занимает 135 место в рейтинге национальных университетах в 2017 году.
Университет был назван «US News», как один из 15 университетов будущего, а журналом «Forbes» — одним из самых красивых кампусов в мире.
Университет Цинциннати классифицируется Комиссией Карнеги как исследовательский университет и занимает место в Национальном научном фонде в числе 25 лучших государственных исследовательских университетов в Соединенных Штатах. UC может похвастаться уникальными преподавателями.
С момента своего основания университет стал местом многочисленных новаторских открытий, таких как первая совместная образовательная программа в мире. Известные изобретения и открытия, аккредитованные для UC, включают в себя первый в мире электронный орган человека, антигистамин, аппарат искусственного сердца и лёгких, пероральную вакцину против полиомиелита.
Сегодня Университет Цинциннати предлагает более 300 программ обучения. Он также предоставляет международные программы, которые дают студентам возможность учиться за рубежом.

## Структура
В составе университета — 14 факультетов, в их числе:
- Факультет медико-санитарных дисциплин
- Факультет гуманитарных и естественных наук
- Факультет бизнеса
- Факультет музыкального искусства (Колледж-консерватория музыки Цинциннати)
- Факультет искусства и дизайна (колледж искусств и наук МакМикена)
- Факультет экономики
- Факультет инженерии и прикладных наук
- Юридический факультет (второй старейший непрерывно функционирующий в США)
- Факультет педагогики (включая образование в области уголовного правосудия и социальных служб)
- Факультет социальной работы

Имеются также:
- Аспирантура
- Клермонт-колледж в Батавии
- Раймонд Уолтерс-колледж

Университет Цинциннати также известен своей приверженностью к спорту, а его команды по легкой атлетике известны как «Bearcats» — прозвище, придуманное во время футбольной игры в 1914 году.
Университет является членом Американской спортивной конференции.

## Известные выпускники и преподаватели
Среди его выпускников и преподаватедлей — космонавт Нил Армстронг, 27-й президент США Уильям Говард Тафт, музыкант Джей Брэннан, изобретатель Ричард Джордан Гатлинг, вице-президент, лауреат Нобелевской премии мира 1925 г. Чарлз Гейтс Дауэс, музыкант Джеймс Ливайн, актёры Сара Джессика Паркер и Рэнди Харрисон, астроном Джордж Уиллис Ричи, архитектор Майкл Грейвс, Марк Нигрини, математик и аудитор и др.